# Jeddito
Jeddito (navajo: Jádító) è un census-designated place degli Stati Uniti d'America, nella Contea di Navajo nello Stato dell'Arizona. Ha una popolazione di 390 abitanti secondo il censimento del 2000. Secondo lo United States Census Bureau ha un'area totale di 14,43 km².

## Geografia fisica
Jeddito si trova nell'Arizona nord-occidentale lungo la Statale 264 dell'Arizona, a circa metà strada fra Window Rock e Tuba City.
Jeddito ed il territorio circostante, costituiscono una enclave della Riserva Navajo nel territorio della Riserva Hopi. L'enclave prende il nome di Jeddito Census Tract 9448 ed ha una superficie di 121,8 km² ed una popolazione, al censimento del 2000, di 1.065 abitanti.